# Panzerchrist
Panzerchrist — датская группа, играющая в стиле блэк/дэт-метал, образованная в '93-'94 годах Михаэлем Эневольдсеном (Michael Enevoldsen) (после его ухода из Illdisposed) и знаменитым Датским артистом Лассе Хойлом (Lasse Hoile).

## История
В начале группа записала несколько демозаписей и, в итоге, была замечена лейблом Serious Entertainment.
Альбом Six Seconds Kill был выпущен на Serious Entertainment в 1996 году, а в 1998 свет увидел альбом Outpost Fort Europa.
В 2000 году к группе присоединяются ударник Reno Killerich (ex-Exmortem, Vile, etc.) и вокалист Bo Summer (также из Illdisposed) для записи альбома Soul Collector, печально известного из-за его ориентирования на тему Второй мировой войны и лирики на немецком языке. Soul Collector вышел на лейбле Mighty Music в 2000 году.
В 2002 году к группе присоединяются Frederik O’Carroll и Rasmus Henriksen и начинается работа над ультра брутальным альбомом Room Service, который включал в себя очень быстрые и брутальные композиции, а также кавер-песню Metal Church классической «Metal Church.» Room Service был записан на «Antfarm Studios» (The Haunted, Illdisposed, Mnemic и т. д.) и издан на лейбле Mighty Music в 2003 году.
В 2006 году ударник Killerich и Karina Bundgaard, теперь на клавишных (раньше на бас-гитаре), снова присоединяются к группе для записи альбома Battalion Beast который увидел свет на Neurotic Records в 2006 году.
Осенью 2008 года Bo Summer был заменен на нового вокалиста, известного как «Johnny». Также к группе присоединился новый ударник Morten Løwe Sørensen (Submission, Strangler, The Arcane Order). С этого момента, группа, раньше ведущая только студийную деятельность, теперь собирается выступать вживую.
В 2009 году стало известно что новый альбом Panzerchrist под названием «Regiment Ragnarok», готовится к выходу в декабре.
В конце марта 2010 года группа объявила о завершении записи и сведения нового альбома. Также стало известно что новые участники — Johnny и Morten были заменены на других — Magnus Jørgensen и Mads Lauridsen соответственно.
В феврале 2011 года стало известно о том что группа заключила контракт с лейблом Listenable Records на выпуск альбома Regiment Ragnarok, который выходит в апреле. Группа даёт несколько выступлений в его поддержку.

## Дискография
- Forever Panzer (Демозапись, 1995)
- Six Seconds Kill (Альбом, Serious Entertainment, 1996)
- Outpost Fort Europa (Альбом, Serious Entertainment, 1998)
- Soul Collector (Альбом, Mighty Music, 2000)
- Room Service (Альбом, Mighty Music, 2003)
- Battalion Beast (Альбом, Neurotic Records, 2006)
- Bello (Компиляция, Mighty Music, 2007)
- Forever Panzer ( [EP], Prutten Records, 2007)
- Himmelfartskommando (Компиляция, Mighty Music, 2008)
- Regiment Ragnarok (Альбом, Listenable Records, 2011)
- 7th Offensive (Album, Listenable Records, 2013)
- Sabbath Of The Rat (Single, 2023)
- Last Of A Kind (Album, Emanzipation Productions, 2023)
- All Witches Shall Burn (EP, Emanzipation Productions, 2024)

## Состав

### Текущий состав
- Magnus Jørgensen — вокал
- Lasse Bak Laart — лидер-гитара, клавишные
- Rasmus Henriksen — ритм-гитара
- Michael Enevoldsen — бас-гитара (раньше на ударных и на гитаре)
- Mads Lauridsen — ударные

### Бывшие участники
- Lasse Hoile — вокал
- Bo Summer — вокал
- Finn Henriksen — гитара
- Jes Christensen — гитара
- Kim Jensen — гитара
- Rasmus Normand — гитара
- Michael Kopietz — гитара
- Jakob Mølbjerg — гитара
- Frederik O’Carroll — гитара
- Nicolej Brink — бас-гитара
- Karina Bundgaard — бас-гитара, клавишные
- Dea Lillelund — клавишные
- Michael Pedersen — ударные
- Bent Bisballe Nyeng — ударные
- Reno Killerich — ударные
- Lars Hald — ударные
- Johnny Pump — вокал
- Morten Løwe Sørensen — ударные

## Дополнительные ссылки
- Panzerchrist на сайте Mymusic.dk
- Старая страница Panzerchrist на сайте MySpace.com
- Новая страница Panzerchrist на сайте MySpace.com